# Halowe Mistrzostwa Europy w Lekkoatletyce 1990 – bieg na 200 m kobiet
Bieg na 200 metrów kobiet – jedna z konkurencji biegowych rozgrywanych podczas halowych lekkoatletycznych mistrzostw Europy w  hali Kelvin Hall w Glasgow. Eliminacje zostały rozegrane 3 marca, a półfinały i bieg finałowy 4 marca 1990. Zwyciężyła reprezentantka Republiki Federalnej Niemiec Ulrike Sarvari. Tytułu zdobytego na poprzednich mistrzostwach nie broniła Marie-José Pérec z Francji.

## Rezultaty

### Eliminacje
Rozegrano 5 biegów eliminacyjnych, do których przystąpiło 17 biegaczek. Awans do półfinałów dawało zajęcie pierwszego miejsca w swoim biegu (Q). Skład półfinałów uzupełniło pięć zawodniczek z najlepszym czasem wśród przegranych (q).
Opracowano na podstawie materiału źródłowego.

#### Bieg 1
| Miejsce | Zawodniczka            | Czas  | Uwagi |
| ------- | ---------------------- | ----- | ----- |
| 1       | Silke-Beate Knoll      | 23,24 | Q     |
| 2       | Marie-Christine Cazier | 23,72 | q     |
| 3       | Monika Špičková        | 23,86 | q     |
| 4       | Helen Burkart          | 24,40 |       |

#### Bieg 2
| Miejsce | Zawodniczka       | Czas  | Uwagi |
| ------- | ----------------- | ----- | ----- |
| 1       | Galina Malczugina | 23,38 | Q     |
| 2       | Cristina Castro   | 23,93 | q     |
| 3       | Jennifer Stoute   | 24,03 |       |
| –       | Lucrécia Jardim   | DNF   |       |

#### Bieg 3
| Miejsce | Zawodniczka     | Czas  | Uwagi |
| ------- | --------------- | ----- | ----- |
| 1       | Ulrike Sarvari  | 23,27 | Q     |
| 2       | Natalja Kowtun  | 23,36 | q     |
| 3       | Blanca Lacambra | 24,60 |       |

#### Bieg 4
| Miejsce | Zawodniczka     | Czas  | Uwagi |
| ------- | --------------- | ----- | ----- |
| 1       | Sandra Myers    | 23,37 | Q     |
| 2       | Sisko Hanhijoki | 23,78 | q     |
| 3       | Marisa Masullo  | 24,12 |       |

#### Bieg 5
| Miejsce | Zawodniczka          | Czas  | Uwagi |
| ------- | -------------------- | ----- | ----- |
| 1       | Regula Anliker       | 23,40 | Q     |
| 2       | Sabine Tröger        | 23,94 |       |
| 3       | Donatella Dal Bianco | 23,99 |       |

### Półfinały
Rozegrano 2 biegi półfinałowe, w których wystartowało 10 biegaczek. Awans do finału dawało zajęcie jednego z dwóch pierwszych miejsc w swoim biegu (Q). Skład finału uzupełniła zawodniczka z najlepszym czasem wśród przegranych (q).
Opracowano na podstawie materiału źródłowego.

#### Bieg 1
| Miejsce | Zawodniczka            | Czas  | Uwagi |
| ------- | ---------------------- | ----- | ----- |
| 1       | Natalja Kowtun         | 23,05 | Q     |
| 2       | Silke-Beate Knoll      | 23,42 | Q     |
| 3       | Regula Anliker         | 23,57 |       |
| 4       | Marie-Christine Cazier | 24,01 |       |
| 5       | Cristina Castro        | 24,72 |       |

#### Bieg 2
| Miejsce | Zawodniczka       | Czas  | Uwagi |
| ------- | ----------------- | ----- | ----- |
| 1       | Ulrike Sarvari    | 23,08 | Q     |
| 2       | Sandra Myers      | 23,15 | Q     |
| 3       | Galina Malczugina | 23,16 | q     |
| 4       | Monika Špičková   | 23,88 |       |
| 5       | Sisko Hanhijoki   | 24,30 |       |

### Finał
Opracowano na podstawie materiału źródłowego.
| Miejsce | Zawodniczka       | Czas  | Uwagi |
| ------- | ----------------- | ----- | ----- |
| 1       | Ulrike Sarvari    | 22,96 |       |
| 2       | Natalja Kowtun    | 23,01 |       |
| 3       | Galina Malczugina | 23,04 |       |
| 4       | Sandra Myers      | 23,08 |       |
| 5       | Silke-Beate Knoll | 23,57 |       |